# Флоран Ібенге
Флоран Ібенге (фр. Florent Ibengé, нар. 4 грудня 1961, Леопольдвіль) — футбольний тренер з ДР Конго. З 2014 року очолює тренерський штаб національної збірної своєї країни.

## Кар'єра тренера
Розпочав тренерську кар'єру 2008 року, протягом частини якого виконував обов'язки головного тренера збірної ДР Конго.
Згодом працював на клубному рівні з китайським «Шанхай Шеньхуа» (навесні 2012) та на батьківщині з «Віта Клубом» (протягом 2013—2014 років).

### Робота зі збірною ДР Конго
У серпні 2014 року вже на постійній основі очолив тренерський штаб збірної ДР Конго. Під його керівництвом національна команда не дуже впевнено, але кваліфікувалися до участі в Кубку африканських націй 2015 — лише як найкраща з команд, що посіли треті місця у своїх відбіркових групах. У фінальній частині континентальной першості команда Ібенге також почали виступи не надто перконливо, звівши унічию усі три гри групового етапу, чого, утім, виявилося достатнім для виходу до плей-оф. Утім згодом здобула декілька перемог, вигравши зокрема гру за третє місце у господарів турніру збірної Екваторіальної Гвінеї.
Наступного року ДР Конго у складі гравців національного чемпіонату стала переможцем Чемпіонату африканських націй 2016, турніру, формат якого не передбачає участі гравців-легіонерів.
Паралельно «повноцінна» збірна країни успішно подолала відбір на КАН-2017, посівши перше місце у своїй відбірковій групі. У фінальній частині континентальної першості 2017 команда Ібенге знову вийшла із групи, цього разу впевнено і з першого місця. Утім вже у першому раунді плей-оф вона поступилася ганцям і задовільнилася статусом чвертьфіналістів змагання.

## Титули і досягнення
Тренер
- Бронзовий призер Кубка африканських націй: 2015